# Abborrtjärnen (Arvidsjaurs socken, Lappland, 731869-163833)
Abborrtjärnen är en sjö i Arvidsjaurs kommun i Lappland och ingår i Piteälvens huvudavrinningsområde. Sjön har en area på 0,167 kvadratkilometer och ligger 368 meter över havet.

## Delavrinningsområde
Abborrtjärnen ingår i det delavrinningsområde (731948-163681) som SMHI kallar för Inloppet i Västra Gangsjajaure. Medelhöjden är 394 meter över havet och ytan är 8,67 kvadratkilometer. Räknas de 13 avrinningsområdena uppströms in blir den ackumulerade arean 130,39 kvadratkilometer. Abmoälven som avvattnar avrinningsområdet har biflödesordning 2, vilket innebär att vattnet flödar genom totalt 2 vattendrag innan det når havet efter 186 kilometer. Avrinningsområdet består mestadels av skog (89 procent). Avrinningsområdet har 0,72 kvadratkilometer vattenytor vilket ger det en sjöprocent på 8,3 procent.